# سلفادور كوستا
سلفادور كوستا (بالإسبانية: Salvador Costa)‏ هو مجدف إسباني، ولد في 17 مارس 1931 في بويرتو دي لا سيلفا في إسبانيا.

## وصلات خارجية
- سلفادور كوستا على موقع الاتحاد الدولي للتجديف (الإنجليزية)
- سلفادور كوستا على موقع أوليمبيديا (الإنجليزية)